# 小出吉親
小出 吉親（こいで よしちか）は、江戸時代前期の大名。但馬国出石藩3代藩主、のち丹波国園部藩初代藩主。吉親系小出氏初代。

## 略歴
天正18年 （1590年）、小出吉政の次男として大坂で生まれた。母は伊東治明の娘。
慶長3年（1598年）、太閤豊臣秀吉の命により従五位下加賀守に叙任された。
慶長8年（1603年）、信濃守に改められ、江戸に至って徳川家康に拝謁した。慶長10年（1605年）、徳川秀忠の上洛に随従し、4月26日の参内に供奉した。慶長15年（1610年）、上野国甘楽郡に2,000石の知行を与えられた。
慶長18年（1613年）に父吉政が没すると、兄吉英が家督を継いで和泉国岸和田藩の遺領に移ったため、吉親は兄の出石城と父の所領の一部を継承し、但馬国出石郡、気多郡、美含郡、養父郡から、2万7,700石を領することとなり、併せて2万9,700石（約3万石）の大名となった。
慶長19年（1614年）の大坂冬の陣では、兄と共に天王寺口の攻撃に参加した。翌年の大坂夏の陣の際には落城時に大鍬兼保（薄田兼相の弟）や大野一族らの三百余を討ち取った。また兄と同じく堺浦の警備にあたり、豊臣方の捕縛を行った。両役で吉親は67の首級を上げた。
元和5年（1619年）に兄が出石に再封されて戻って来ることになったため、吉親は新たに丹波国園部に移封され、丹波国船井郡、桑田郡、何鹿郡、上野国甘楽郡の4郡で併せて2万8,000石を領し、園部藩を立藩した。そして同地に園部城を築城した。元和7年（1621年）、有馬豊氏の移封に伴い、一時的に福知山城に入ってこれを守った。寛永元年（1624年）の大坂城普請に参加。
寛永3年（1626年）、徳川家光の上洛に従い、後水尾天皇の二条城に行幸の際に供奉に列した。この時、対馬守に改めた。寛永19年（1642年）、上方の郡奉行となり、伊勢守に改める。寛文2年（1662年）、養子の吉直に3千石を分知する。寛文7年（1667年）、家督を長男の英知に譲って隠居し、所領より養老料として5千石をあてられる。
寛文8年（1668年）、園部にて死去した。享年79。下谷広徳寺に葬られた。法名は福源院松渓玄秀。

## 系譜
- 父：小出吉政（1565-1613）
- 母：伊東治明の娘 長春院
- 正室：本多正重の娘
  - 長女：青龍院 - 一柳直頼継室
  - 次女：杉原重長正室
  - 三女：加藤直泰正室
  - 長男：小出英知（1618-1695）
  - 四女：板倉重矩正室
  - 五女：半井成忠室
  - 六女：井上正義正室
  - 八女：井上正義継室
- 側室らの子女
  - 次男：一柳直次（1623-1659） - 一柳直家の養子
  - 七女：小出吉明室
  - 男子：某 - 愛宕山威徳寺住持
  - 九女：小出重治室
  - 十女：金森七之助（加賀藩家臣）室
- 養子：
  - 男子：小出吉直 - 一柳直頼の次男
  - 男子：小出吉忠 - 一柳直次の三男